# Lijst van bouwwerken van Gerard te Riele
Dit is een lijst van bouwwerken van architect Gerard te Riele (1833-1911).
| Bouw      | Naam                             | Plaats               | Bijzonderheden                                                                | Afbeelding |
| --------- | -------------------------------- | -------------------- | ----------------------------------------------------------------------------- | ---------- |
|           | R.K. Sint-Werenfriduskerk        | Westervoort          | Toevoeging toren, Afgebroken                                                  |            |
| 1855      | Sint Petrus- en Pauluskerk       | Breedenbroek         |                                                                               |            |
| 1856      | Sint-Willibrorduskerk            | Heino                | Toevoeging koorsluiting                                                       |            |
| 1856      | Sint-Stephanuskerk               | Bornerbroek          | Toren bestaat nog, rest verwoest in Tweede Wereldoorlog. Rijksmonument        |            |
| 1869      | Sint-Willibrorduskerk            | Olburgen             | Rijksmonument                                                                 |            |
| 1871      | Maria Onbevlekt Onbevangenkerk   | Herveld              | In 1961 gesloopt                                                              |            |
| 1871-1872 | Martelaren-van-Gorcumkerk        | Rekken               | Gemeentelijk monument                                                         |            |
| 1874      | Onze-Lieve-Vrouwe Hemelvaartkerk | Apeldoorn            | Uitbreiding, in 1896 gesloopt en vervangen                                    |            |
| 1876      | Onze-Lieve-Vrouw-Hemelvaartkerk  | De Steeg             |                                                                               |            |
| 1877-1879 | Maria Geboortekerk               | Lent                 | Rijksmonument                                                                 |            |
| 1877-1879 | Calvarie- annex baarhuisje       | Lent                 | Rijksmonument                                                                 |            |
| 1880      | Poortgebouw rk-begraafplaats     | Rijssen              | Rijksmonument                                                                 |            |
| 1886      | Sint-Gregoriuskerk               | Buren                | Rijksmonument                                                                 |            |
| 1887      | Pastorie Sint-Pancratiuskerk     | Haaksbergen          | Rijksmonument                                                                 |            |
| 1887      | Sint-Martinuskerk                | Twello               | Gemeentelijk monument                                                         |            |
| 1889      | Inkt- en Lakfabriek              | Deventer             | Rijksmonument                                                                 |            |
| 1889      | Sint-Agathakerk                  | Harreveld            | Rijksmonument, herbouw toren                                                  |            |
| 1889-1890 | Sint-Lambertusbasiliek           | Hengelo              | Rijksmonument                                                                 |            |
| 1890      | Abdij Sion                       | Diepenveen           | Rijksmonument                                                                 |            |
| 1890-1900 | Sint-Nicolaaskerk                | Colmschate, Deventer |                                                                               |            |
| 1890-1891 | Sint-Mattheüskerk                | Azewijn              | Toren bestaat nog, rest verwoest in Tweede Wereldoorlg. Gemeentelijk monument |            |
| 1890-1891 | Sint-Antoniuskapel               | Huissen              |                                                                               |            |
| 1891-1892 | Sint-Oswalduskerk                | Zeddam               | Rijksmonument, schip en koor                                                  |            |
| 1892-1893 | Sint-Martinuskerk                | Gaanderen            | Gemeentelijk monument, toren                                                  |            |
| 1892      | Sint-Willibrorduskerk            | Munsterscheveld      |                                                                               |            |
| 1893      | Sint-Nicolaaskerk                | Lettele              |                                                                               |            |
| 1894      | Herenhuis, Brink 25              | Deventer             | Gemeentelijk monument                                                         |            |
| 1894      | Sint-Nicolaaskerk                | Schalkhaar           | Gemeentelijk monument                                                         |            |
| 1895      | Herenhuis, Grote Kerkhof 9       | Deventer             | Rijksmonument, uitbreiding                                                    |            |
| 1896      | Winkelpand, Kleine Overstraat 30 | Deventer             | Rijksmonument, neogotische winkelpui                                          |            |
| 1896      | Poortgebouw rk-begraafplaats     | Deventer             | Rijksmonument                                                                 |            |
| 1911      | Jacobuskerk                      | Winterswijk          | Gemeentelijk monument, toevoeging toren                                       |            |